# Henryk Szablak
Henryk Szablak (ur. 19 marca 1939 w Łysych, zm. 21 lutego 1996) – polski ekonomista i polityk, poseł na Sejm PRL IX kadencji.

## Życiorys
Syn Władysława i Heleny. W 1963 uzyskał tytuł zawodowy magistra ekonomii w Szkole Głównej Gospodarstwa Wiejskiego w Warszawie. Od 1953 działał w Związku Młodzieży Polskiej. W okresie 1959–1963 był II sekretarzem komitetu uczelnianego Związku Młodzieży Socjalistycznej w Szkole Głównej Planowania i Statystyki w Warszawie, a także przewodniczącym rady wojewódzkiej Zrzeszenia Studentów Polskich.
W 1962 wstąpił do Polskiej Zjednoczonej Partii Robotniczej. Od 1963 był instruktorem komitetu dzielnicowego Warszawa-Mokotów, następnie od 1965 w wydziale organizacyjnym komitetu wojewódzkiego w Warszawie. Od 1968 tamże starszy instruktor, po roku objął funkcję zastępcy kierownika, a od 1971 kierownika, stanowisko opuścił w 1973. W 1973 został I sekretarzem KD Warszawa-Ochota oraz został członkiem KW w Warszawie, obie funkcje pełnił do 1977. Następnie był sekretarzem KW (1977–1981); za kadencji Stanisława Kociołka jako I sekretarza (1980–1982) miał faktycznie kierować pracą KW. Od lutego do października 1980 był zastępcą członka, a następnie do lipca 1981 członkiem Komitetu Centralnego PZPR. Na IX Zjeździe PZPR otrzymał 1010 głosów na 1068 wymaganych i nie uzyskał reelekcji do KC.
Szablak reprezentował nurt dogmatyczny w PZPR. Opowiadał się za mobilizacją podstawowej organizacji partyjnej (POP) w odpowiedzi na działania NSZZ „Solidarność” jako przeciwnika ideologicznego PZPR. Przemawiając w Komitecie Wojewódzkim przekonywał: „Chodzi o to, aby były one [tj. POP] miejscem twardych, robotniczych, partyjnych, krytycznych dyskusji, a nie miejscem odmawiania pacierzy o socjalizmie”. Na X Plenum KC PZPR w kwietniu 1981 wraz z Albinem Siwakiem zaatakował ostrożne stanowisko Mieczysława Rakowskiego wobec „Solidarności”. W czerwcu 1981 podczas XI Plenum KC PZPR poparł Tadeusza Grabskiego w nieudanej próbie usunięcia I sekretarza Stanisława Kani celem zaostrzenia kursu wobec „Solidarności” i przeforsowania idei „partii marksistowskiej”. W lipcu podczas IX Nadzwyczajnego Zjazdu PZPR był wymieniany jako umiarkowany kandydat na I sekretarza partii, niezwiązany z żadną frakcją. Był jednak wśród polityków PZPR, z którymi przedstawiciele NRD prowadzili poufne rozmowy w ramach wywierania nacisku na polskie władze. W jednej z takich rozmów w październiku 1981 opowiadał się za zmuszeniem przez ZSRR nowego I sekretarza Wojciecha Jaruzelskiego „do energiczniejszych kroków” wobec opozycji.
Od marca 1981 do października 1986 był I sekretarzem KW w Ostrołęce; w tej roli odznaczał weteranów medalami „Za udział w wojnie obronnej 1939”. W lipcu 1986 został członkiem prezydium Centralnej Komisji Kontroli Partyjnej.
W 1980 został wybrany w skład Stołecznej Rady Narodowej, pełnił obowiązki jej wiceprzewodniczącego. Członek rady wojewódzkiej Patriotycznego Ruchu Odrodzenia Narodowego.
W 1985 wybrany na posła na Sejm PRL IX kadencji z okręgu Ostrołęka, zasiadał w Komisji Rynku Wewnętrznego i Usług.
Został pochowany na Cmentarzu Komunalnym Północnym w Warszawie.